# Muzeum Ziemi Chełmińskiej w Chełmnie
Muzeum Ziemi Chełmińskiej w Chełmnie – muzeum z siedzibą w Chełmnie. Placówka jest miejską jednostką organizacyjną. Muzeum ma swoją siedzibę w chełmińskim ratuszu oraz Baszcie Prochowej, wschodzącej w skład zachowanych murów miejskich. Ponadto placówka sprawuje pieczę nad Basztą Panieńską, oddaną w 1999 roku pod opiekę tutejszemu Zastępowi Rycerskiemu.
Idea powołania muzeum w Chełmnie sięga okresu II Rzeczypospolitej. Zainicjowane w latach 20. XX wieku działania środowisk lokalnych doprowadziły do otwarcia w 1933 roku wystawy historycznej, zorganizowanej z okazji 700-lecia miasta. Niestety, tylko nieliczne ze zgromadzonych na niej eksponatów przetrwały do czasów współczesnych.
Po zakończeniu II wojny światowej, w 1954 roku staraniem oddziału Polskiego Towarzystwa Archeologicznego i Numizmatycznego zorganizowano Małe Muzeum Chełmińskie, którego siedzibą była Sala Sądowa ratusza. Placówka w 1964 roku uzyskała status punktu muzealnego. Po kolejnych czterech latach na potrzeby wystawiennicze przeznaczono ratuszową kolejną salę, natomiast w 1975 roku podjęto decyzję o przeznaczenie na cele muzealne całego gmachu. Rozpoczęto remont budynku, trwający do 1982 roku. W tym okresie zbiory przeniesiono do Baszty Prochowej. Po zakończeniu remontu powołano do życia Muzeum Ziemi Chełmińskiej z siedzibą w ratuszu oraz baszcie. Jego uroczysta inauguracja miała miejsce pod koniec grudnia 1983 roku.
W pomieszczeniach ratusza prezentowane są następujące wystawy stałe:
- historyczna, obejmująca pięć sal ratusza. W ramach ekspozycji prezentowane są dzieje miasta i ziemi chełmińskiej, począwszy od pradziejów (eksponaty pochodzące z wykopalisk w Kałdusie i Starogrodzie) po lata II wojny światowej. Część ekspozycji poświęcona jest działającej w latach 1386-1818 Akademii Chełmińskiej. Ponadto w zbiorach znajdują się m.in. pamiątki związane z chełmińskim rzemiosłem, polskimi organizacjami narodowymi oraz jednostkami wojskowymi stacjonującymi w tutejszym garnizonie w okresie międzywojennym (8 Pułk Strzelców Konnych, 66 Kaszubski Pułk Piechoty, Korpus Kadetów Nr 2),
- biograficzna, poświęcona chirurgowi i generałowi Ludwikowi Rydygierowi,
- sztuki, obejmująca galerię obrazów chełmińskiego malarza Antoniego Piotrowicza.

Natomiast w Baszcie Prochowej znajduje się ekspozycja etnograficzna, w ramach której prezentowany jest m.in. drewniany rower z końca XIX wieku. Z samą basztą związana jest legenda o pokutującym tu duchu Bernarda Szumborskiego.
Muzeum jest obiektem całorocznym, czynnym z wyjątkiem poniedziałków, a w okresie od października do marca – również niedziel. Wstęp jest płatny.
Przy muzeum działa, powołana w 1991 roku, Fundacja Muzeum Ziemi Chełmińskiej.

## Galeria

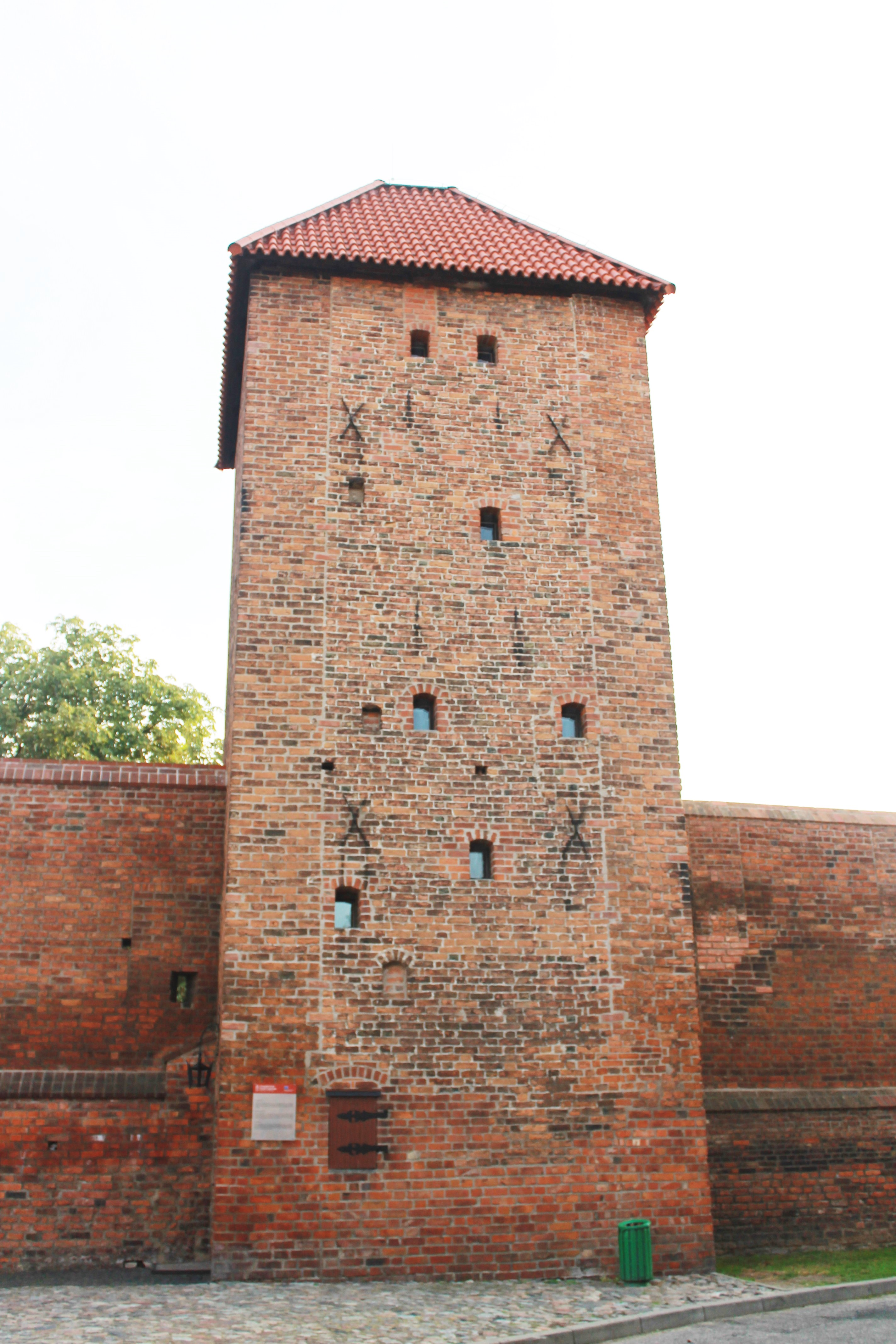
Baszta Prochowa
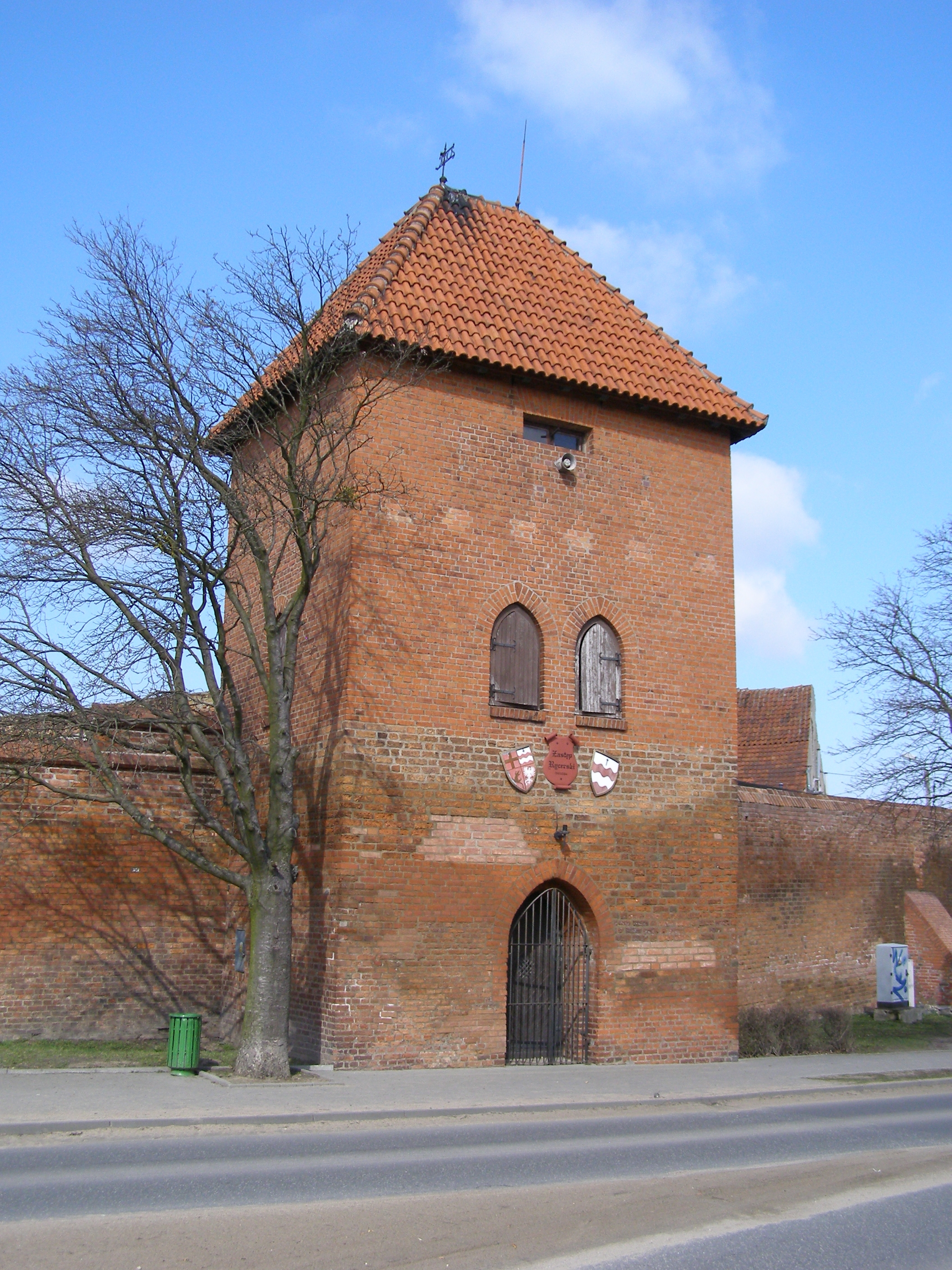
Baszta Panieńska
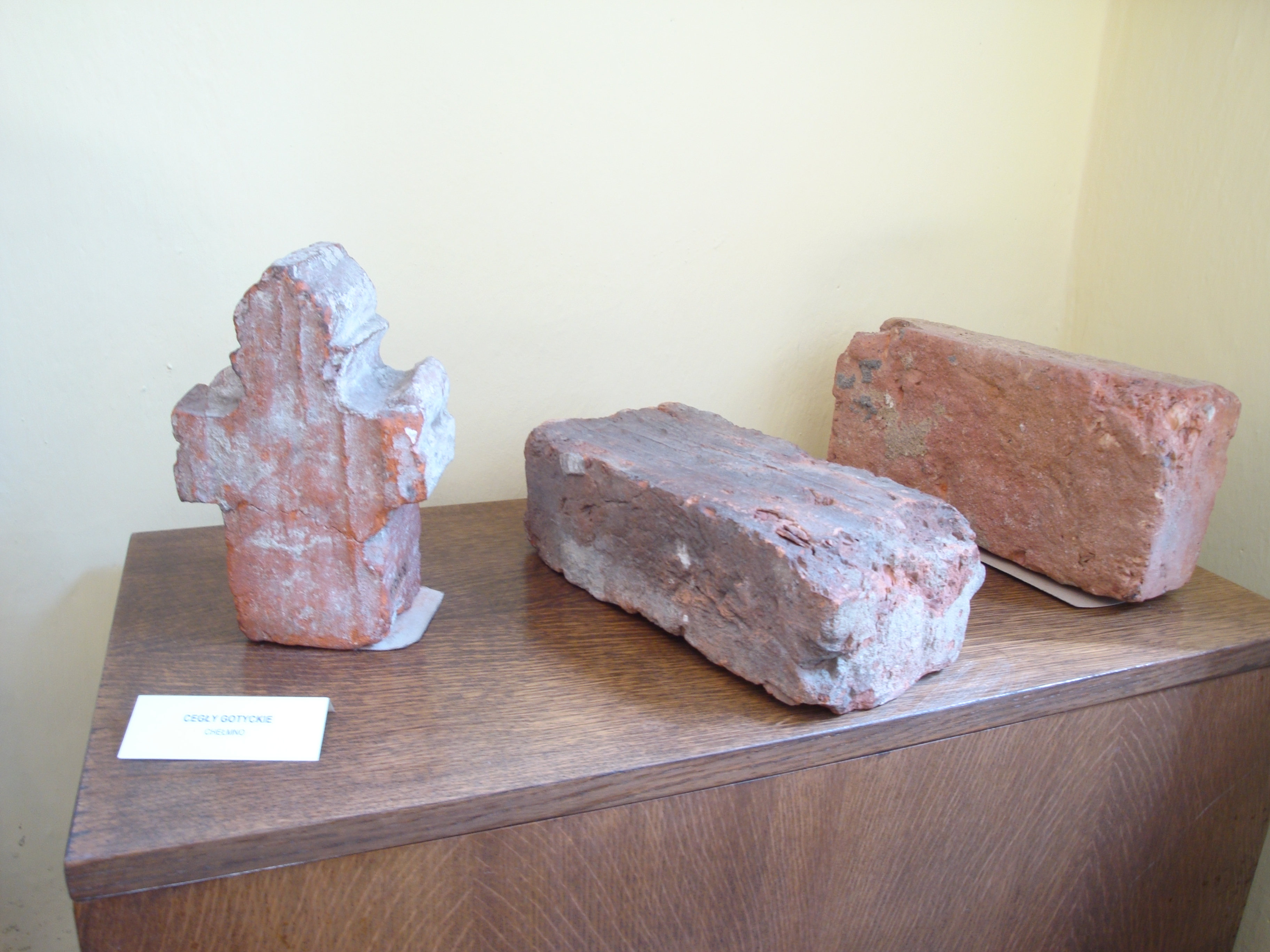
Średniowieczne cegły na wystawie w Muzeum Ziemi Chełmińskiej (ratusz)